# 高坂台地
高坂台地（たかさかだいち）は、関東平野西部中央、埼玉県東松山市の南部に広がる関東ローム層からなる台地である。

## 概説

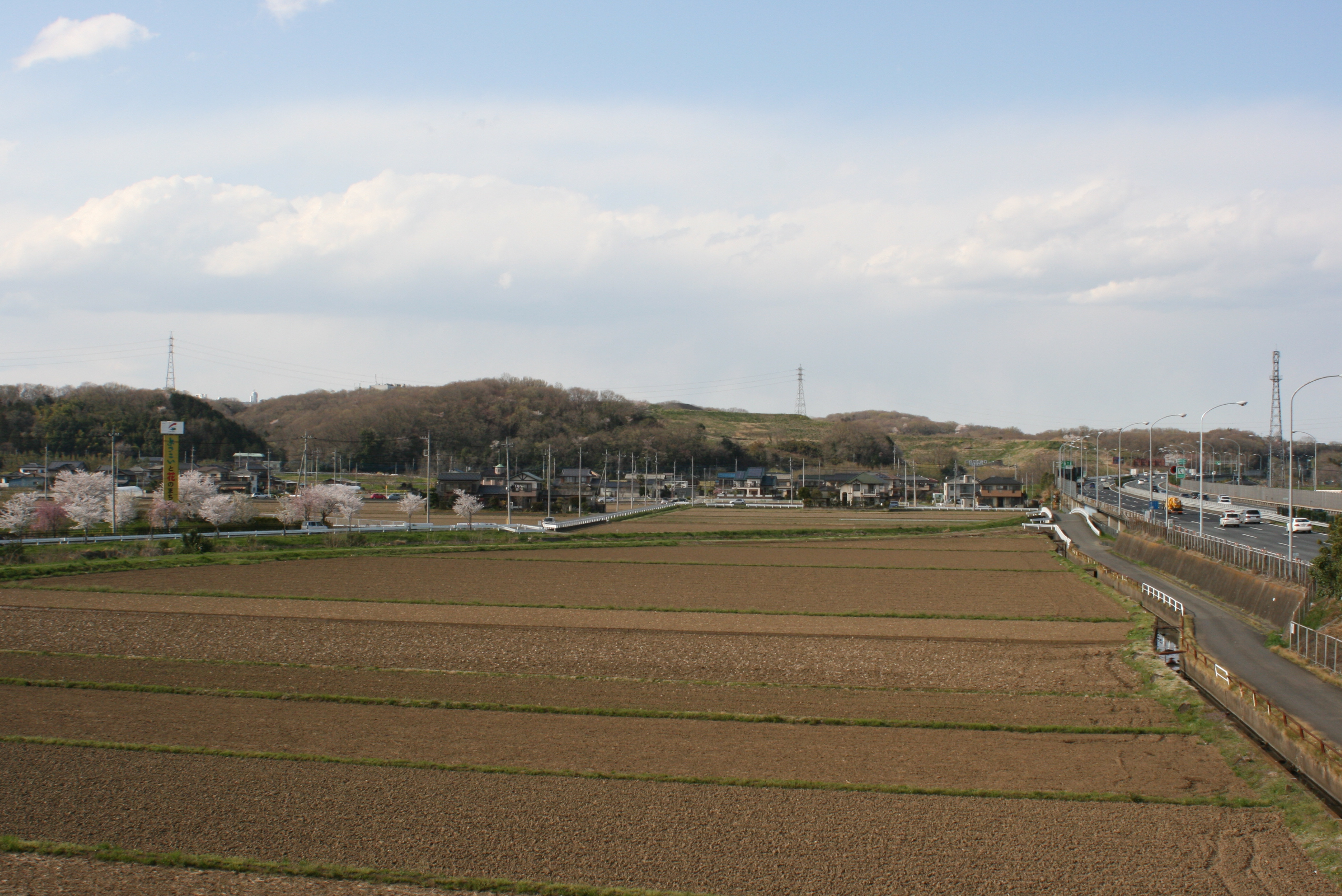
越辺川南側の埼玉県坂戸市戸口付近から北方向の高坂台地を見たところ。

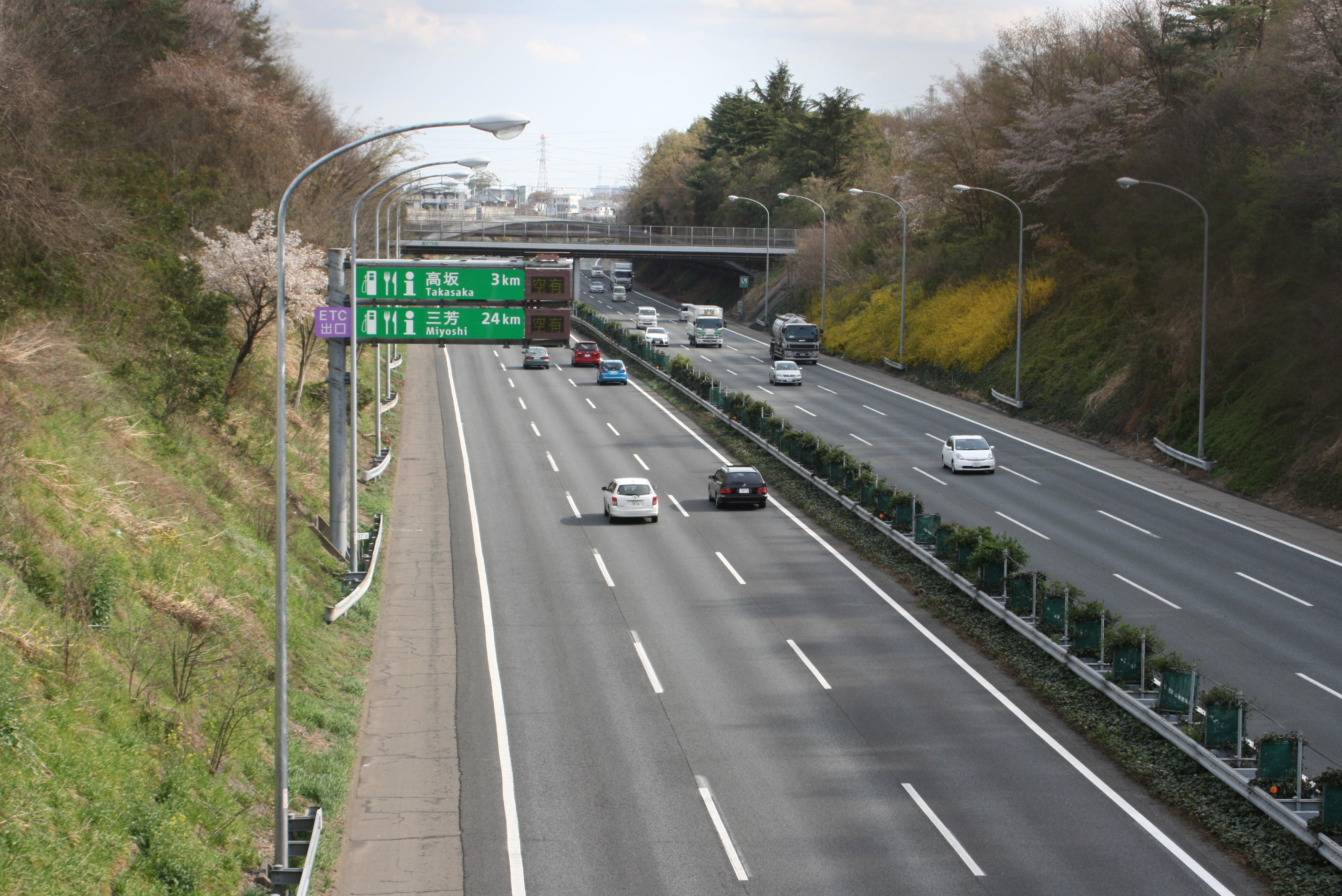
高坂台地北側、葛袋2号橋から南方向へ関越自動車道を見たところ。掘割になっている。

西側の岩殿丘陵から東側の低地に連なる斜面上にあり、台地の北側を都幾川が、南側を越辺川が流れており、その2つの大きい川に挟まれているため面積は狭い。その台地の中央には九十九川が流れており、その流れによって台地が形成されたと考えられている。そのため高坂台地を南北に縦貫する関越自動車道は高坂台地上を掘割で貫通させている。
現在の高坂台地は東武東上線高坂駅があることから多くが市街地となっているが、かつては台地内部は田園用地としては適していなかったため西側を中心に桑畑や芝生栽培が行われていた。